# Battaglia di Halys
La battaglia di Halys, anche nota come battaglia dell'eclisse, ebbe luogo nei pressi del fiume Halys (attuale "Kızılırmak", in Turchia) il 28 maggio del 585 a.C. Questa battaglia, finale di quindici anni di guerra tra Aliatte II di Lidia e Ciassare dei Medi, terminò bruscamente a causa di un'eclissi solare totale (nota come eclissi di Talete), percepita come un presagio mandato dagli dei affinché la lotta terminasse. La battaglia ebbe luogo - nello scritto di Erodoto - in un'ampia pianura e l'unica pianura è quella di Ambarci, dal momento che, per il resto del suo corso, il fiume scorre incassato tra le montagne.
Poiché le date esatte delle eclissi possono essere calcolate grazie ai cicli di Saros, la battaglia di Halys è l'evento storico più arcaico di cui ci è nota la data con tale precisione (basata sul calendario giuliano prolettico).

## Cause
Si è ipotizzato che la guerra sia iniziata a causa di interessi contrastanti in Anatolia; Erodoto afferma, tuttavia, che alcuni cacciatori sciti impiegati dai Medi, ritornando a mani vuote, venissero insultati da Ciassare. Per vendetta i cacciatori macellarono uno dei figli, facendolo mangiare ai Medi. I cacciatori allora fuggirono a Sardi, la capitale dei Lidi. Quando Ciassare chiese che gli sciti gli fossero consegnati, Aliatte rifiutò e i Medi così invasero la regione.

## Conseguenze
Venne combinata una tregua frettolosa. Come parte dei termini dell'accordo, la figlia di Aliatte, Arieni, venne data in sposa al figlio di Ciassare, Astiage, e il fiume Halys venne ad essere definito come il confine fra i due regni.

## L'eclissi
Secondo Erodoto (1.74):
Secondo la NASA, l'eclissi si verificò sull'Oceano Atlantico alle coordinate 37°54′N 46°12′W e il percorso della penombra raggiunse l'Anatolia sud-occidentale nelle ore della sera; il fiume Halys è proprio dentro il margine d'errore per il delta-T fornito. (Vedi la mappa del percorso dell'eclisse).